# Cătălina Rusu
Katalina Rusu (n. 22 februarie 1989, în Chișinău), este o cântăreață, dansatoare, prezentatoare TV și fotomodel din Republica Moldova.

## Biografie

### Copilăria și primele activități muzicale
Încă de mic copil,Katalina Rusu a decis că vrea să devină cântăreață. Ea se manifesta activ și cu interes în cadrul activităților de la școală și grădiniță. Prima piesă a înregistrat-o la vârsta de doar 8 ani, pentru emisiunea „Cheița de aur”. Aranjorul de sunet i-a zis că 
„dacă pășește pentru prima dată la televiziunea „Moldova 1”, având și talismanul său, atunci va ajunge o cântăreață celebră.”

### Debutul
Prima apariție pe o scenă profesionistă a fost în 2002, la festivalul „Golden Ferry 2002” din Soci, Rusia, piesa care a consacrat-o ca și artistă, intitulându-se “Noaptea de vară”. În 2008, după succesul din cadrul proiectului televizat "Hello Jurmala" din Letonia, unde a fost desemnată ca fiind cea mai strălucitoare interpretă, a apărut cu piesa „Sparky Lady” în fața unui numeros public, în finala preselecției naționale „Eurovision” din Republica Moldova, unde s-a clasat pe locul cinci, chiar de la prima participare.
Ultimul single lansat “My Name is Love” se bucură de succes printre rândurile ascultătorilor și fanilor Cătălinei, prin urmare, în scurt timp interpreta a lansat și videoclipul piesei.
Pe lângă cariera muzicală, Katalina Rusu și-a luat și licența de economistă, atfel în 2010 a absolvit Academia de Studii Economice a Moldovei, facultatea Relații Economice Internaționale. Iar în 2011 a absolvit Academia de Muzică, Teatru și Arte Plastice, facultatea Management Artistic și Cultorologie. Pe durata carierei sale Katalina Rusu a mai avut colaborări cu alți reprezentanți ai muzicii autohtone din Republica Moldova, cum ar fi Marian Stârcea, Viorel Burlacu, Eugen ”Natan” Doibani, Max Kissaru, Alex Brașoveanu, Mihai Teodor, Igor Sârbu, etc.

## Discografie

### Single-uri
- Sparky Lady
- The Beast
- My Name Is Love
- Inner Me (ft. Markus Lawyer)
- De-ai sti
- Я жду...
- Dulce  amara
- Love is a fire
- Pentru dragostea
- Esti tot ce am
- Bay,Bay
- Colind de Craciun
- Libera
- Intoarce-te
- O inima
- Inima ei
- Morarita
- Aseara vantul batea
- Bade palarie noua
- IS IT LOVE?
- Forgive me
- In toate noptile
- Inner me
- O stea
- Sparky Lady
- Dulce amara
- Noaptea de vara
- Seventeen
- Steaua sus rasare
- Ninsori disperate
- Iubesc si iubeste
- Cantec de leagan